# Fort de John Brown
Le fort de John Brown (en anglais : John Brown's Fort ou John Brown Fort) est un bâtiment de Harpers Ferry, en Virginie-Occidentale, connu pour avoir servi de dernier retranchement aux assaillants abolitionnistes du raid raté contre la ville mené par John Brown en octobre 1859. Construit en 1848 pour servir de garage aux pompiers de l'arsenal plus tard visé par le raid, il renferme plusieurs personnalités de la région retenues en otage pendant cet affrontement. Il est ensuite, pendant la guerre de Sécession, utilisé pour servir de prison et dégradé par les chasseurs de souvenirs, étant devenu un symbole.
Démonté en 1891, le fort de John Brown est reconstruit à Chicago pour y apparaître lors de l'exposition universelle de 1893. Renvoyé à Harpers Ferry en 1895, il y est remonté sur une ferme dite Murphy avant d'être acheté par le Storer College en 1909. Celui-ci le déplace sur le campus de Camp Hill, où il demeure jusqu'à ce qu'en 1968 il soit réinstallé dans le centre-ville à moins de 150 pieds de son emplacement originel. Il constitue depuis lors l'un des édifices majeurs du Harpers Ferry National Historical Park, établi en 1944.